# Apotheon
Apotheon là một game thuộc thể loại đi cảnh được hãng Alientrap đồng phát triển và phát hành dành cho Microsoft Windows, OS X, Linux và PlayStation 4. Trò chơi được phát hành trên Microsoft Windows và PlayStation 4 vào ngày 3 tháng 2 năm 2015 và trên OS X và Linux vào ngày 10 tháng 2 năm 2015. Apotheon là tựa game thương mại thứ hai của Alientrap và sử dụng phong cách nghệ thuật độc đáo dựa trên đồ gốm Hy Lạp cổ đại, đặc biệt là kiểu tạo hình dạng đồ gốm hình đen.
Apotheon có lối chơi kiểu 2D với phong cách nghệ thuật và lối kể chuyện đậm chất anh hùng ca dựa trên thần thoại Hy Lạp cổ đại. Người chơi sẽ hóa thân vào vai một chiến binh trẻ tuổi tên là Nikandreos, nhờ sự giúp đỡ thầm lặng của nữ thần Hera, kèm theo nhiều loại vũ khí Hy Lạp cổ đại khác nhau đã trải qua cuộc hành trình gian nan vất vả trong cuộc chiến chống lại các vị thần trên đỉnh Olympus.
Cái tên Apotheon hàm ý "được tôn làm thần", phản ánh nguyện vọng phong thần của nhân vật chính là Nikandreos vào lúc cuối game.